# Erich Endlein
Erich Endlein (* 6. Juni 1925 in Köln; † 12. August 2017) war ein deutscher römisch-katholischer Priester und Oberstudienrat. Besondere Verdienste erwarb er sich durch seine Unterstützung der Entwicklungshelferin Irmel Weyer.

## Leben
Erich Endlein wurde in Köln geboren. Nach dem Abitur erkannte er seine Berufung zum Priester und studierte Theologie. Die Priesterweihe empfing er am 15. Juli 1951 im Kölner Dom. Seine Stationen als Kaplan waren die Pfarreien St. Andreas in Leverkusen-Schlebusch, St. Michael in Mülheim-Speldorf und danach in der Pfarrei St. Engelbert in Mülheim an der Ruhr. Während dieser begann er an den Städtischen Berufsschulen Religionsunterricht zu erteilen, was ab 1957 zu einem Hauptberuf wurde. Um ein weiteres Fach unterrichten zu können, schloss er noch ein Sportstudium ab. Nach seiner Ernennung zum Oberstudienrat war er lange Jahre Bezirksbeauftragter für den Religionsunterricht an berufsbildenden Schulen. Gleichzeitig blieb er bis zu seiner Pensionierung im Alter von 75 Jahren Subsidiar in der Pfarrei St. Engelbert. Seine letzten Jahre verbrachte er in einem Seniorenstift. 2014 wirkte er als Darsteller an einem Kalender mit Senioren in den Rollen jugendlicher Filmstars mit, über den europaweit berichtet wurde.
2016 konnte er das Eiserne Priesterjubiläum feiern.
Er verstarb im August 2017 und wurde in der Priestergruft der Pfarrgemeinde St. Engelbert auf dem Hauptfriedhof Mülheim an der Ruhr bestattet.

## Wirken
Die Jugendarbeit war Erich Endlein ein besonderes Anliegen. Neben der Unterstützung der Pfadfinderinnen und Pfadfindern in der PSG und der DPSG und der Kolpingjugend war er besonders der Malteserjugend verbunden. Bei dieser war er sechs Jahre lang Diözesanseelsorger. Er organisierte und begleitete Hilfstransporte nach Rumänien, fuhr selbst schwerbehinderte Kinder zur Schule und organisierte Jugendfreizeiten. Großen Einsatz zeigte er 1987 beim Papstbesuch in Gelsenkirchen und bei Katholikentagen.
Er nahm lange Jahre das Sportabzeichen ab und war Trainer des Deutschen Ruderverbands sowie als Skilehrer tätig. Seine von ihm organisierten Ruderfreizeiten und Bergwanderungen waren beliebt.
1967 gründete er den „Verein der Förderer der Urwaldärztin Dr. Irmel Weyer“, der später zur „Dr.-Irmel-Weyer-Stiftung“ umfirmierte. Ohne die Unterstützung des Vereins mit mehreren hundert Mitgliedern wäre ein Betrieb des Krankenhauses in Mbinga sehr viel schwieriger möglich. Endlein war auch noch nach seiner Pensionierung Vorsitzender des Stiftungsrates.

## Ehrungen
2001 wurde er mit dem Bundesverdienstkreuz am Bande und der Ehrenspange der Stadt Mülheim geehrt.